# ボタンタケ科
ボタンタケ科はフンタマカビ綱ボタンタケ目に属する菌類の科。ニクザキン科とも。この科に属するカエンタケは毒性が強いことで知られている。トリコデルマはボタンタケ属に対応する不完全菌類でごく普通、時にキノコ栽培に被害を出す。

## 特徴
ボタンタケ科の種は一般的には明るい色を持っていることで知られており、黄色、オレンジ、赤等の明るい色の種がよく知られているが、そうでないものも存在する。閉子嚢殻を子座(Ascocarp)といわれる構造の中に多数作るのが特徴である。

## 学名
ボタンタケ科はもともと有性世代に対して命名されたものである。タイプ属はHypocrea Fr. (1825)であるが、対応する無性世代のTrichoderma Pers. (1794)のシノニムとみなされる。このためTrichodermaをタイプとする科名としてトリコデルマ科 Trichodermataceae Fr. (1825)が先名権を持つが、科名としてはボタンタケ科を保存名とすべきだと提案されている。

## 下位分類
2014年末の時点で編纂されたOutline of Sordariomycetesによると以下の属が含まれる。
- Aphysiostroma
- Arachnocrea
- Cladobotryum
- Dialhypocrea
- Escovopsis
- Escovopsioides
- Hypocreopsis
- Hypomyces
- Mycogone
- Payoshaeria
- Protocrea
- Pseudohypocrea
- Rogersonia
- Sepedonium
- Sibirina
- Sphaerostilbella
- Sporophagomyces
- Stephanoma
- Trichoderma

## 歴史
1844年タマカビ目にニクザキン科として認識されたのが始まりである。20世紀末になって分子情報が利用可能になると大雑把に3つの系統から成ることが明らかとなり、1999年にボタンタケ科・ベニアワツブタケ科・ビオネクトリア科の3科に分割された。